# ویلیام کیندرمن
ویلیام کیندِرمَن (انگلیسی: William Kinderman؛ زادهٔ ۱۱ ژانویهٔ ۱۹۵۲) موسیقی‌شناس، نوازندهٔ پیانو، پژوهشگر و استاد دانشگاه اهل ایالات متحدهٔ آمریکا است.
کیندرمن در کالج دیکنسون در پنسیلوانیا به تحصیل در رشته‌های موسیقی و فلسفه پرداخت. سپس در اتریش در همین رشته از دانشگاه موسیقی و هنرهای نمایشی وین و دانشگاه وین دانش‌آموخته شد. او تحصیلات خود را در رشتهٔ موسیقی‌شناسی در دانشگاه یِیل و دانشگاه کالیفرنیا، برکلی ادامه داد.
ویلیام کیندرمن مدتی مدرس دانشگاه ویکتوریا در استان بریتیش کلمبیا، کانادا بود و هم‌اکنون، به‌عنوان استاد، در دانشگاه ایلینوی در اربانا-شمپین تدریس می‌کند.
پژوهش‌های او بر بتهوون، موتسارت، و واگنر متمرکز است.

## آثار
ویلیام کیندرمن چندین کتاب پژوهشی دربارهٔ موسیقی‌دانان بزرگ، به‌ویژه بتهوون، نوشته‌است. از آثار اوست:
- Beethoven’s Diabelli Variations. Oxford: Clarendon Press, 1987 (Dissertation, Berkeley, California, University of California, 1980).
- Beethoven’s Compositional Process.[۲] University of Nebraska Press, Lincoln/Nebraska 1991.
- Beethoven.[۳] on Oxford University Press, 1995.
- The Second Practice of Nineteenth-Century Tonality.[۴] on University of Nebraska Press, Lincoln/Nebraska 1996.
- Artaria 195: Beethoven’s Sketchbook for the ‘Missa solemnis’ and the Piano Sonata in E Major, Opus 109.[۵] 3 volumes, University of Illinois Press, Urbana 2003 (with Katherine Syer).
- A Companion to Wagner’s Parsifal. Camden House, Rochester/New York 2005.